# Antimus de Naples
Antimus de Naples (né vers 775 mort en 817/818) est duc de Naples et Consul pendant 17 ans et trois mois de  801 à 817/818, année au cours de laquelle le Patrice de Sicile rétablit le contrôle de l'empire byzantin sur le duché de Naples. Pendant une grande partie de la période où il est à la tête du duché il réussit à se maintenir indépendant de l'autorité impériale mais il doit accepter de perdre le contrôle sur les cités de Gaète et Amalfi.

## Biographie
Antimus est le fis du duc Théophylacte II de Naples et d'Eupraxia la fille du duc-évêque Étienne II. Au début de son gouvernement le  Patrice de Sicile Grégoire  lui demande son aide pour repousser les attaques des Sarrasins qui menaçaient les cotes de son île. Anthimus refuse préférant maintenir sa neutralité. En 812 Byzance envoie une flotte pour combattre les pirates avec l'aide des autres cités maritimes de la Mer Tyrrhénienne comme Gaète et Amalfi qui mettent à profit un nouveau refus de Naples de participer à l'expédition navale pour déclarer leur indépendance.  Pendant le règne d'Anthimus la cité napolitaine doit faire face à de nombreuses incursions des sarrasins mais aussi des lombards ces derniers étant toutefois moins agressifs qu’auparavant du fait de  scission intervenu dans le duché de Bénévent.
Lorsqu'Antimus meurt en 818 se pose le problème de sa succession car pendant son règne il n'a désigné aucun co-régent ou héritier comme la coutume s’était instaurée avec les ducs précédents, ce qui génère une véritable révolte qui permet au gouverneur de Sicile d'installer à sa place un fonctionnaire le magister militum Théoctiste.

## Union et famille
Anthimus épouse une certaine Théodenanda réputée veuve en 817.Il est peut-être le frère ou le cousin-germain d'Eupraxia l'épouse du noble Marinus de Cumes parents du duc Serge Ier de Naples